# Tolleshunt Knights
Tolleshunt Knights és una localitat situada al comtat de Essex, a Anglaterra (Regne Unit), amb una població estimada a mitjan 2016 de 1064 habitants.
Està situada al sud-est de la regió Est d'Anglaterra, al nord-est de Londres, i a poca distància de la ciutat de Chelmsford —la capital del comtat— i de la costa del mar del Nord.